# 馬西莫·科拉奇

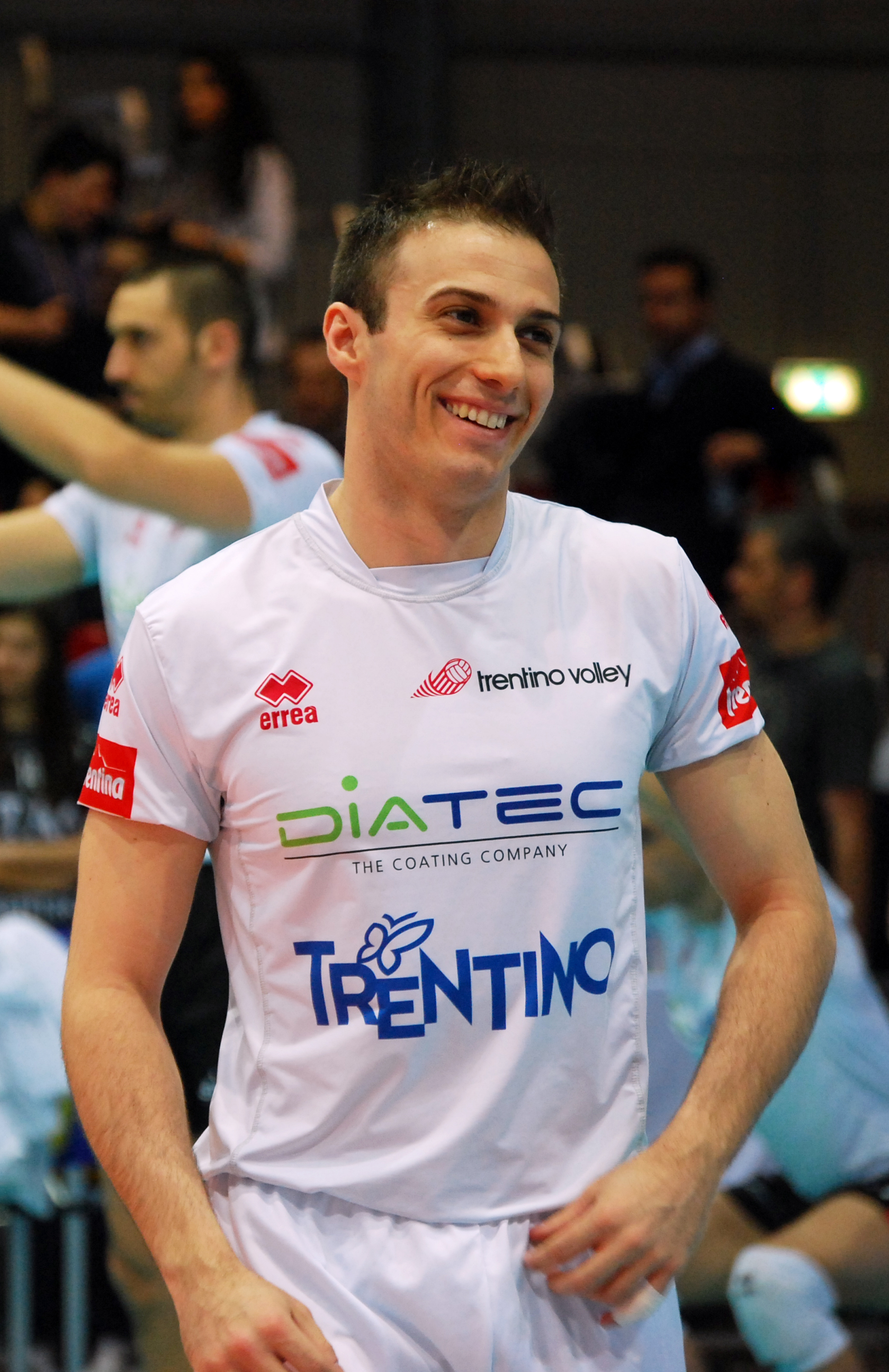
馬西莫·科拉奇

馬西莫·科拉奇（義大利語：Massimo Colaci，1985年2月21日—），意大利男子排球運動員。他也是意大利國家男子排球隊的一員，代表意大利參加世界排球錦標賽等賽事。